# Genom arbete i arbete

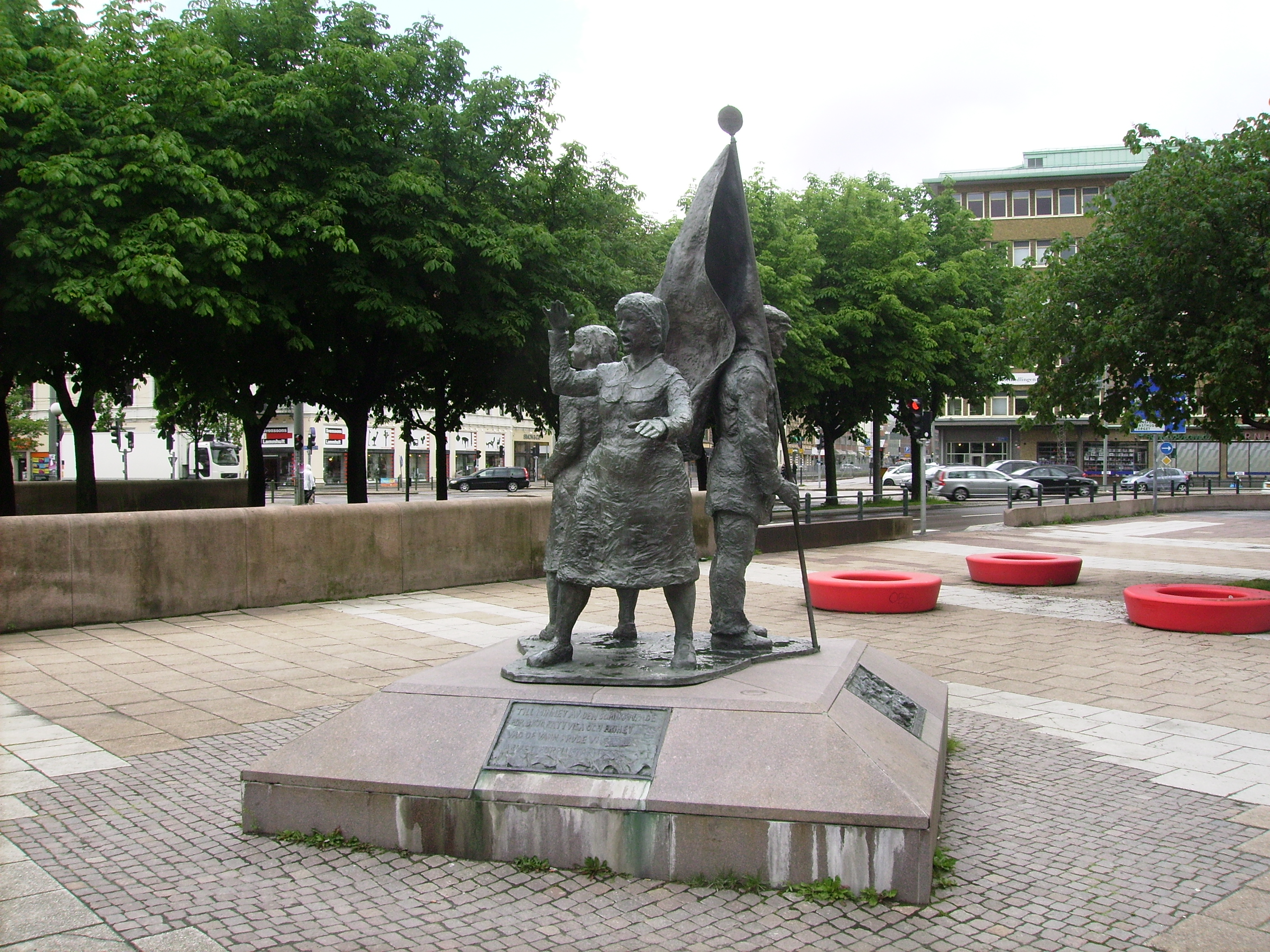
Genom arbete i arbete

Genom arbete i arbete är en skulpturgrupp, utförd av Sam Westerholm, på Olof Palmes plats vid Järntorget i Göteborg. Den invigdes i september 1986 av Stig Malm i samband med en nordisk arbetarkonferens.
Konstverket avbildar två kvinnor och en man med fana.  På en platta finns inskriptionen: Till minne av dem som kämpade för bröd, rättvisa och frihet. Vad de vann ärvde vi. Arvet förpliktar.
På granitsockeln finns tre reliefer med motiven August Palm talar i Haga 1882, Hungerkravallerna 1917 och vräkningarna av hyresgäster i Olskroken 1936.

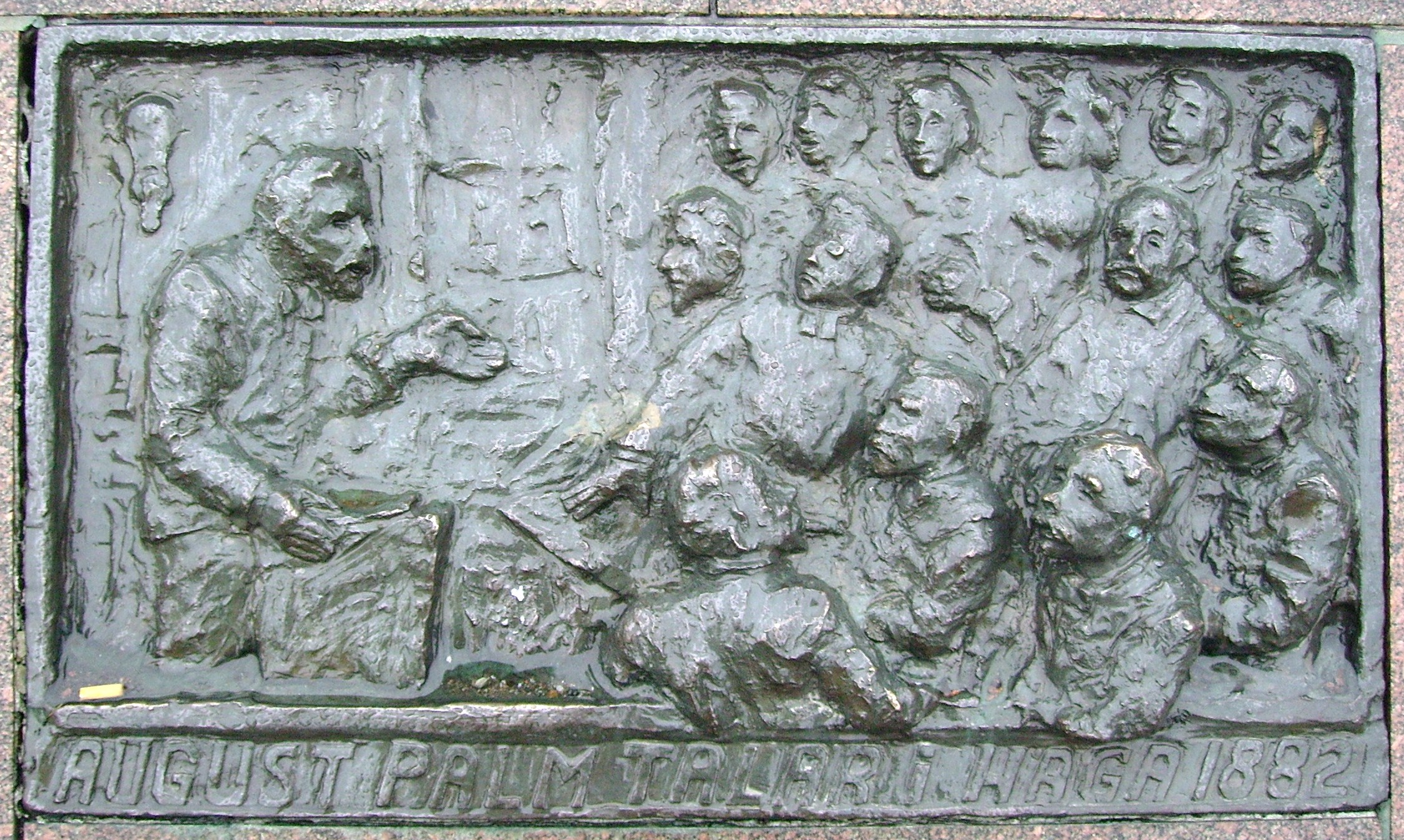
August Palm talar i Haga 1882.
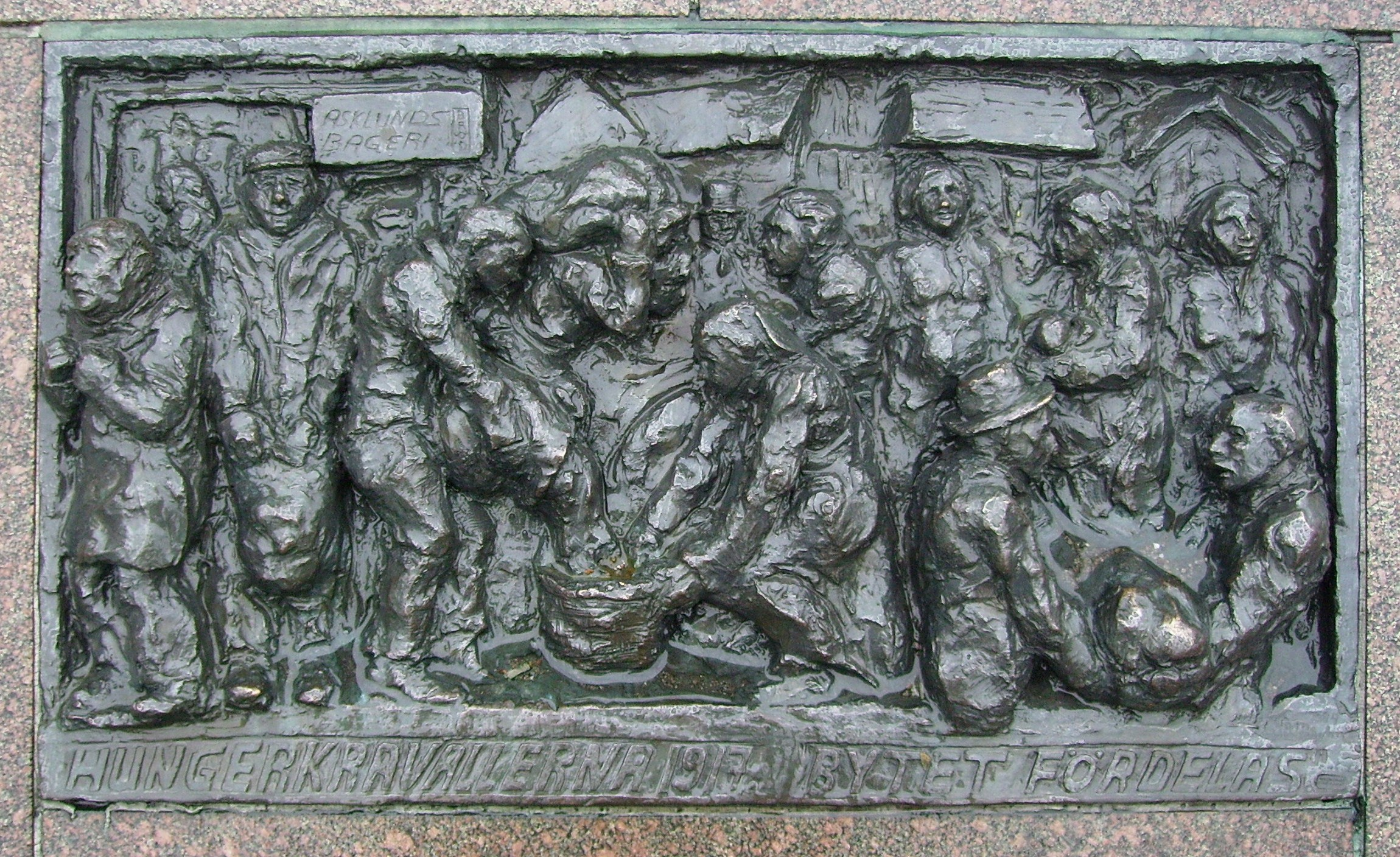
Hungerkravallerna 1917. Bytet fördelas.
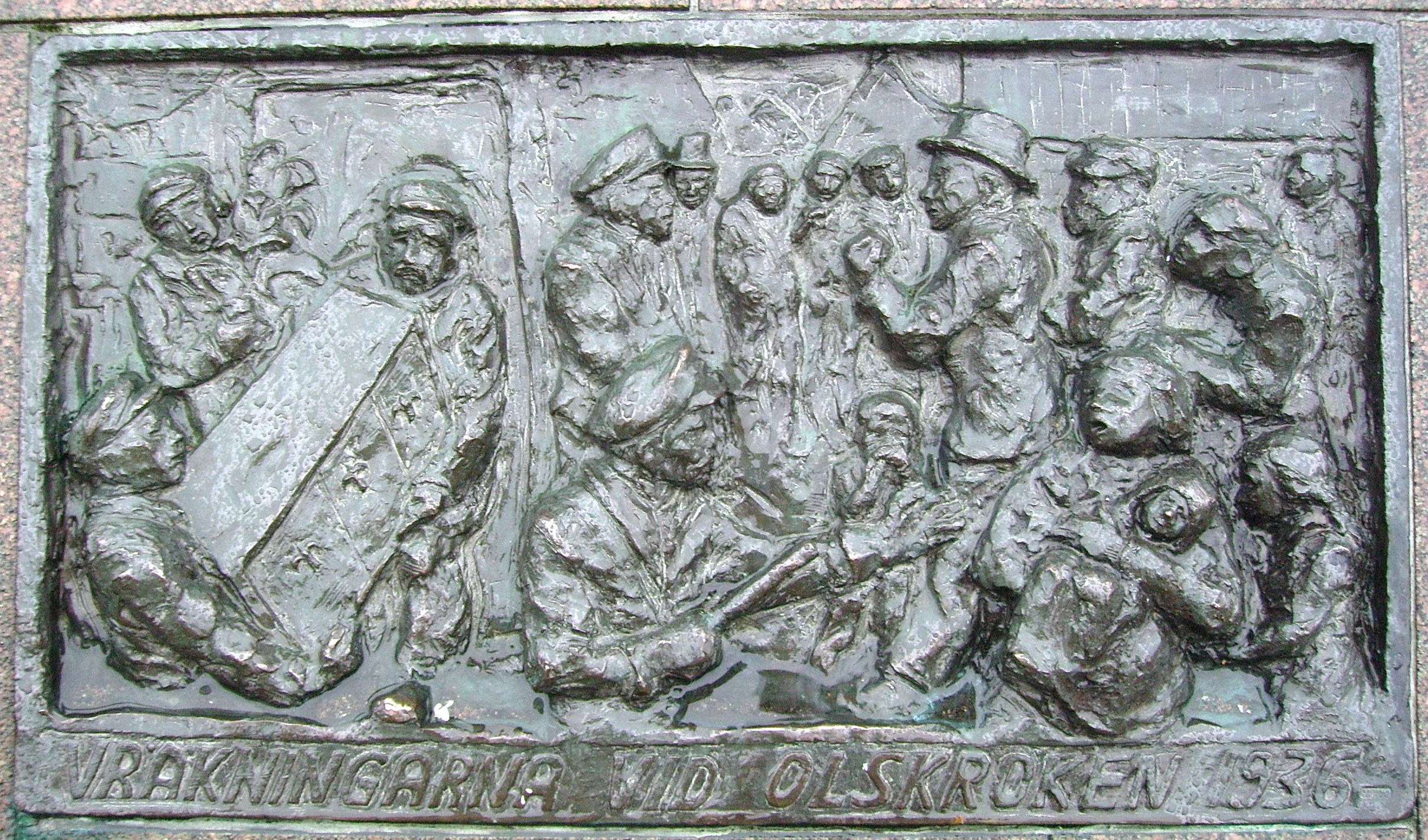
Vräkningarna vid Olskroken 1936.